# 1224

## Události
- vydáno privilegium Přemysla Otakara I. pro město Opava

probíhající události
- 1223–1242 – Mongolský vpád do Evropy

## Narození
- Jean de Joinville, rytíř, autor biografie francouzského krále Ludvíka IX. († 24. prosince 1317)
- Matylda Brabantská, hraběnka z Artois a ze Saint-Pol († 29. září 1288)
- Alice z Lusignanu, polorodá sestra krále Jindřicha III. († 9. února 1256)
- Michael VIII. Palaiologos, byzantský císař († 11. prosince 1282)

## Úmrtí
- 30. června – Adolf z Tecklenburgu, biskup z Osnabrücku a římskokatolický světec (* 1185)
- 30. července – Ondřej, boleslavský probošt a pražský biskup (* ?)
- 18. srpna – Marie Francouzská, brabantská vévodkyně z dynastie Kapetovců (* 1198)
- 17. září – Ning-cung, čínský císař (* 19. listopadu 1168)

## Hlava státu
- České království – Přemysl Otakar I.
- Svatá říše římská – Fridrich II.
- Papež – Honorius III.
- Anglické království – Jindřich III. Plantagenet
- Francouzské království – Ludvík VIII.
- Polské knížectví – Lešek I. Bílý
- Uherské království – Ondřej II.
- Latinské císařství – Robert I.
- Nikájské císařství – Jan III. Dukas Vatatzés